# Kinich Ahau Patera

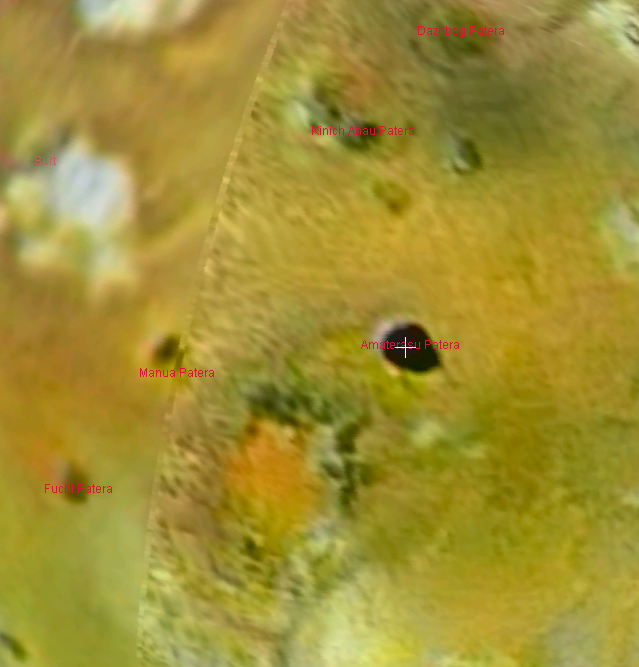
Imagen de Kinich Ahau Patera tomada por NASA World Wind.

Kinich Ahau Patera es un cráter irregular de Ío, una de las lunas de Júpiter. Tiene una extensión de 45 km de diámetro.
El nombre viene dado por el dios maya del sol: Kinich Ahau.
Al nordeste se encuentra Dazhbog Patera, al sur-sureste Amaterasu Patera y al suroeste Manua Patera.